# Tegenaria chiricahuae
Tegenaria chiricahuae är en spindelart som beskrevs av Vincent Daniel Roth 1968. Tegenaria chiricahuae ingår i släktet husspindlar, och familjen trattspindlar. Inga underarter finns listade i Catalogue of Life.